# BBC Росія
Росі́йська слу́жба Бі-Бі-Сі́ (англ. BBC Russian Service, рос. Русская служба Би-би-си) — частина Всесвітньої служби Бі-Бі-Сі.

## Передісторія Російської служби
23 червня 1941 року, виступаючи в парламенті, прем'єр-міністр Великої Британії Вінстон Черчилль оголосив своїм співвітчизникам про напад Німеччини на Радянський Союз. На Бі-Бі-Сі вирішили перекласти історичну промову Черчилля на російську мову і передати в ефір для радіослухачів у СРСР. Ця трансляція поклала початок російськомовному мовленню Британської мовної корпорації.
Відтоді в керівництві Всесвітньої служби Бі-Бі-Сі все активніше стали лунати суперечки про доцільність регулярного мовлення російською мовою. Супротивники стверджували, що в СРСР не цікавляться новинами з Великої Британії і що там мало у кого є короткохвильові приймачі. До того ж після передачі перекладу мови Черчилля радянські дипломати, акредитовані у Лондоні, «м'яко» дали зрозуміти, що в Москві «не бачать сенсу в передачах такого роду». У результаті регулярне мовлення Британської мовної корпорації російською мовою почалося лише п'ять років по тому, після знаменитої Фултонської промови Черчілля про «Залізну завісу».

## Початок мовлення російською
24 березня 1946 року о 19:45 за московським часом Соня (Бетті) Хорсфолл провела першу програму, підготовлену Російської секцією Бі-Бі-Сі. У той інформаційний бюлетень увійшли повідомлення про переговори між Персією та СРСР про виведення радянських військ, про проголошену Радянським Союзом евакуацію з Маньчжурії, про майбутні сесії Ради Безпеки ООН і про прибуття до Індії британської урядової делегації для переговорів про самоврядування. Друга половина передачі складалася з легкої музики.
Оскільки Бі-Бі-Сі не розглядала себе як альтернативу внутрішньому мовленню в СРСР, у програмах російською не робилося особливого акценту на події в Росії. Основна увага в програмах приділялася життю у Великій Британії. У цьому полягала корінна відмінність російськомовного мовлення від, наприклад, американського радіо «Визволення» (пізніше — радіо «Свобода»), яке відпочатку було помітно політизоване і приділяло основну увагу повідомленнями про Радянської Росії. Утім, без гострих моментів не обійшлося. Так, в 1949 році на хвилях Бі-Бі-Сі виступив колишній глава тимчасового уряду Росії Олександр Керенський. У своїй промові він, по суті, закликав до повстання, що відразу ж викликало протест Кремля.
Раніше, у січні 1948 року, британський уряд розпорядився про проведення політики антикомуністичної пропаганди, і тодішній голова Східно-Європейської служби Бі-Бі-Сі підтримав цю ініціативу. Пізніше разом зі співробітниками британського зовнішньополітичного відомства він виділив ті верстви радянського суспільства, які в принципі могли б проявити нелояльність до існуючого режиму: в'язні трудових таборів, стиляги та студенти, низькооплачувані робітники, представники нацменшин і віруючі — і запропонував прямо або опосередковано заохочувати їх настрою.

## Боротьба голосу Бі-Бі-Сі і глушилок СРСР
24 квітня 1949 року СРСР уперше почав глушити передачі Бі-Бі-Сі. Бі-Бі-Сі зробила крок у відповідь, домовившись з іншими західними радіостанціями, передусім із «Голосом Америки», і почала «бомбардувати» СРСР радіопередачами з таким розрахунком, щоб вони виходили в той самий час, але на різних частотах. Тактика спрацювала. Ефективної роботи глушилок вдалося досягти тільки в Москві, Ленінграді та ще кількох великих містах.
Однією з найпомітніших фігур на Російській службі того часу був Анатолій Гольдберг. Для багатьох слухачів його спокійний голос протягом майже 40 років уособлював дух Російської служби Бі-Бі-Сі. У Москві Гольдберга свого часу затаврували як шпигуна і заборонили йому приїжджати в СРСР.
З 1950-х років глушіння програм Бі-Бі-Сі перетворилося на свого роду барометр відносин між Москвою і Лондоном. Воно то припинялося, то відновлялося. У роки хрущовської «відлиги» вийшла щотижнева передача попмузики, що стала передтечею дуже популярної рокпрограми, створеної пізніше Севою Новгородцевим. Її вів Антоній (Ентоні) Кеш, що супроводжував програми забавними частівками. Водночас Бі-Бі-Сі почала організовувати вікторини. Спочатку як призи розігрувалися книги про Велику Британію, а в 1965 році переможцям особливо складною вікторини була запропонована двотижнева поїздка до Великої Британії. Прийшли сотні листів. Але двом переможцям з СРСР виїхати так і не дали. Після 1968 року в проведенні вікторин взагалі не стало сенсу.
Потайливість і неоперативність російських ЗМІ давала іноземним мовникам значну перевагу. Так, у 1964 році Бі-Бі-Сі задовго до радянських журналістів повідомила про усунення від влади Хрущова. До того ж слухачі Бі-Бі-Сі змогли почути аналіз цієї події і реакцію світу на зміну кремлівської верхівки.

## Перелом
Перелом відбувся наприкінці 1960-х років, коли в СРСР активізувалася діяльність дисидентів. Російська секція Бі-Бі-Сі стала приділяти все більше уваги подіям, що відбуваються в Радянському Союзі. У 1967 році був відзначений так званий «заколот інтелектуалів»: заклики Солженіцина і Вознесенського до скасування цензури; тексти у справі Синявського і Даніеля і протести проти поганого поводження з Даніелем у таборах; повідомлення про втечу Світлани Аллілуєвої; уривки з її книги «20 листів до одному». У 1970-ті подібні передачі стали невіддільною частиною мовлення Бі-Бі-Сі. Коли Солженіцин приїхав на Захід, після його вигнання радянською владою, перше інтерв'ю він дав Російській службі Бі-Бі-Сі. У 1982 році він своїм голосом записав «Один день Івана Денисовича». Трансляція повісті було приурочено до 20-ї річниці її публікації.
Одночасно ще актуальніше стала боротьба з глушилки. Якщо до вторгнення військ Варшавського договору до Чехословаччини глушіння то припинялося, то поновлювалося, то після празьких подій 1968 року радянські глушилки заробили з новою силою. Найактивніше глушіння здійснювалося в містах. У сільській місцевості воно було менш ефективним. Тому в ході підготовки програми передач на вихідні редактори особливу увагу приділяли повторам найкращих матеріалів за тиждень. Розрахунок був простий: у вихідні багато вибиралися за місто, на дачі, де глушилки працювали слабкіше. Як правило, російськомовні програми Бі-Бі-Сі повторювали по три рази на тиждень, щоб люди в СРСР могли почути передачу хоча б раз.
Глушіння припинилося лише 21 січня 1987 року і ознаменувало початок нового звучання програм тоді вже розширеної Російської служби. Якщо раніше програми являли собою переважно одноголосе мовлення, що пробивалося крізь перешкоди, то тепер з'явилася можливість готувати повнозвучні програми, які супроводжувались музикою, позастудійними записами, ефектами. Коли восени 1987 року в ефір почала виходити музична програма Сєви Новгородцева «Севаоборот» і радіогазета «Аргумент», Російська служба зазвучала так, як зазвичай звучать передачі внутрішнього мовлення Бі-Бі-Сі.

## Період Перебудови
Приблизно тоді ж на Російській службі почали подумувати про активніше залучення до програми аудиторії. Якщо раніше слухачі до редакції тільки писали, то тепер в ефір стали давати їхні телефонні дзвінки. У 1988 році на запитання слухачів Російської служби Бі-Бі-Сі в прямому ефірі відповідала прем'єр-міністр Великої Британії Маргарет Тетчер. Тоді надійшло понад 800 дзвінків з СРСР, 15 з них пройшли в ефір.

## Перший корпункт у Москві
Наприкінці 1980-х було вирішено, що Російській службі Бі-Бі-Сі потрібен корпункт у Москві. У 1988 році вдалося орендувати кімнату в одному з держустанов на Ільїнці, неподалік Кремля. Обладнання корпункту було скромним: один магнітофон, одна телефонна лінія, до якої був підключений телефон і факс. Про живий ефір із цього корпункту не могло бути й мови: усі матеріали передавалися телефоном у Лондон на запис. Уже пізніше, після переїзду в повноцінний офіс, Російська служба Бі-Бі-Сі почала вести пряме мовлення як із Лондона, так і з Москви.

## Московський офіс
У радянські та пострадянські роки у Москві на Садовій-Самотьочной вулиці існувала також невелика радіостудія Бі-Бі-Сі, якою користувалися колеги з англомовної служби, проте і вона була не пристосована для регулярних виходів у прямий ефір і студійної роботи. Підходяще приміщення для Російської служби знайшлося на початку 1990-х у готелі «Редіссон-Слов'янська», де нарешті були обладнані дві повноцінні радіостудії. З часом якість сигналу і каналів зв'язку вирівнялося настільки, що з'явилася можливість здійснювати не тільки прямі включення, але і самостійне мовлення з Москви.
У 1995 році в прямому ефірі Російської служби Бі-Бі-Сі з московської студії вперше прозвучала 15-хвилинна інформаційна програма «На цю годину», що об'єднала в собі випуск новин, огляди російської та британської преси, а також матеріали кореспондентів. Потім з'явився «Брифінг» — ранкова передача, яка стартувала як 45-хвилинка, а потім переросла у двогодинну програму. З 2000 року з Москви почала виходити й дискусійна програма «Радіус», яка спочатку протягом декількох років транслювалася з Лондона.
Сьогодні на передачі московській студії припадає понад 40 % від загального обсягу радіомовлення Російської служби Бі-Бі-Сі.

## Оновлення ефіру
Протягом майже трьох десятиліть, починаючи з 1970-х, основною інформаційною програмою у мережі мовлення Російської служби вважалася радіохроніка поточних подій «Дивлячись із Лондона», яка складалася здебільшого з попередньо записаних матеріалів, підготовлених лондонською редакцією. Однак із кожним роком ставало дедалі очевидніше, що подібна концепція мовлення все менше відповідає запитам цільової аудиторії. Із запуском тригодинної програми «Ранок на Бі-Бі-Сі», яка в 2004 році вперше вийшла в ефір із нового московського офісу на вулиці Бахрушина, почалося кардинальне оновлення мовлення Бі-Бі-Сі російською мовою. Значну частину програми складають матеріали на близьку слухачам внутрішньоросійську тематику, а також з основними міжнародними темами дня, що супроводжуються коментарями експертів, інтерв'ю та дискусіями у прямому ефірі. Найважливішим елементом «Ранку на Бі-Бі-Сі» став безпосередній контакт команди журналістів з аудиторією: слухачі отримали можливість телефонувати у прямий ефір і висловлювати власну думку на актуальні теми дня.
У 2007 році на зміну радіохроніці «Дивлячись із Лондона» прийшла двогодинна інформаційно-аналітична програма «Вечір на Бі-Бі-Сі», у якій втілилася ідея одночасної роботи в прямому ефірі двох ведучих — з Лондона і з Москви. З квітня 2009 року ефірний час програми «Вечір на Бі-Бі-Сі» було збільшено до трьох годин. У березні 2009-го вперше вийшла в ефір нова програма півторагодинна Російської служби «П'ятий поверх», у якій щосуботи і щонеділі ведучий разом із гостями підбиває підсумки минулого тижня, обговорюючи різні теми, починаючи від політики і культури і закінчуючи новинами спорту.

## Тематичні програми
Одним із найважливіших елементів мовлення Російської служби Бі-Бі-Сі були тематичні передачі, які регулярно виходили в ефір практично з часу заснування служби аж до березня 2009 року. До них належали і музичні програми, і серіал «Сім'я Львових», що розповідав про побут британців, і літературні читання творів, які не могли бути опубліковані в СРСР, — Солженіцина, Войновича, Зінов'єва, Синявського і інших. Тематичні передачі являли собою унікальний сплав російської просвітницької традиції і розробленої на Бі-Бі-Сі форми ретельно продуманого монтажу різних голосів і різних точок зору. Спочатку такі передачі перекладалися з англійської, але з 1970-х років все частіше і частіше їх готували самі співробітники Російської служби. Серед найвідоміших авторських тематичних програм, що виходили багато років на хвилях Російської служби Бі-Бі-Сі, — «Бабусина скриня» Сема Джонса, «Уест-Енд» Зіновія Зінніка, «Відкрита музика» Олександра Кана і «Англійський клуб» Наталії Рубінштейн і Ліз Барнс. Авторська програма Сєви Новгородцева «Севаоборот», дебют якої припав на 1987 рік, в останній раз прозвучала в прямому ефірі у 2005 році, а потім, до початку 2009-го, виходила в повторах. У лютому 2003 року в розкладі передач Російської служби з'явилася нова програма Сєви Новгородцева «БібіСєва», яка змінила «Рок-посіви», які проіснували 26 років. Однак, на відміну від «посіву», акцент у програмі «БібіСєва», що виходить із підзаголовком «Новини з людським обличчям», робиться не на музиці, а на найбільш важливих і цікавих суспільно-політичних новинах дня.

## Російська служба Бі-Бі-Сі в FM-діапазоні та її партнери
Протягом десятиліть Бі-Бі-Сі вела мовлення російською мовою головним чином у короткохвильовому діапазоні. Після розпаду СРСР з'явилася можливість організувати в Росії мовлення на середніх і ультракоротких хвилях, значно підвищивши таким чином якість звучання програм. На початку 1990-х років Російська служба Бі-Бі-Сі орендувала середньохвильові частоти 1260 кГц у Москві та Петербурзі і 666 кГц у Єкатеринбурзі, передачі на яких ідуть до цього дня. У 2006 і 2007 роках інформаційні програми Російської служби Бі-Бі-Сі можна було слухати також в FM-діапазоні на хвилях московських радіостанцій «Відкрите радіо», «Велике радіо», «Радіо Арсенал» і «Срібний дощ», а також у Санкт-Петербурзі на хвилі «Радіо Ленінград».
З початку 1990-х окремі тематичні програми Бі-Бі-Сі російською мовою регулярно з'являлися в ефірі інших російських радіостанцій, зокрема на «Радіо Росії» і «Маяку». Багаторічна співпраця з російськими радіостанціями припинилося в 2007 році з не залежних від Бі-Бі-Сі причин.

## Російська служба Бі-Бі-Сі в інтернеті
Інтернет-домен Російської служби Бі-Бі-Сі був зареєстрований у січні 1998 року. Спочатку сайт bbcrussian.com, на якому розміщався розклад передач із координатами лондонській редакції, робила група ентузіастів зі співробітників служби. Протягом наступних двох років на сайті з'явилася своя команда журналістів, що готувала й оновлювала новинні матеріали. З кінця 1990-х років почалося радіомовлення Російської служби Бі-Бі-Сі в інтернеті.
У 2000 році керівництво Всесвітньої служби Бі-Бі-Сі вирішило розробити єдиний дизайн і запровадити єдину систему публікацій для сайтів усіх мовних служб. З осені 2000 року сайт Російської служби Бі-Бі-Сі став оновлюватися цілодобово сім днів на тиждень. Спочатку інтернет-сторінка Російської служби існувала у фіксованому форматі шириною 600 пікселів, проте в травні 2003 року дизайн сайту потерпів серйозні зміни, і ширина сторінки збільшилася до 800 пікселів. З березня 2006 року на сайті почали з'являтися новинні відеосюжети власного виробництва, які з весни 2009 року оновлюються в цілодобовому режимі. Крім того, з 2007 року на сайті bbcrussian.com з'явився Подкастинг. Сьогодні на головній сторінці сайту розміщені регулярно обновлювані подкасти: найкращі сюжети радіопрограм, спортивне зведення, урок англійської мови та бізнес-новини, а також «Найкщраще з ранку», «П'ятий поверх» та «Бі-Бі-Сєва».
З квітня 2009-го сайт Російської служби знову повністю змінив свою зовнішність, перейшовши на фіксовану ширину 1024 пікселів.
Відмітною особливістю сайту Російської служби Бі-Бі-Сі стали спецпроєкти. Один із перших таких проєктів побачив світ восени 2000 року і був присвячений катастрофі підводного човна «Курськ». Останніми роками Російська служба щорічно публікує від 15 до 20 проєктів у розділі «Аналітика». У 2001 році на сайті з'явився і почав розвиватися інтерактивний відділ, який запропонував російської інтернет-аудиторії регулярно обновлювані форуми з актуальними темами для обговорення.
На початку 2007 року з запуском 20-хвилинної інтерактивної програми «Вам слово» учасники форумів Російської служби отримали можливість висловлювати свою точку зору і в радіоефірі, при цьому теми для обговорення задають на сайті самі учасники програми. З квітня 2009 року ефірний час програми «Вам Слово» було збільшено до однієї години, включаючи випуск новин.

## Припинення роботи російської служби Бі-Бі-Сі
Після повномасштабного вторгнення в Україну, 4 березня 2022 року Державна дума Росії ухвалила законопроєкт про кримінальну відповідальність за так звані «фейки про дії російських збройних сил». За повідомлення про діяльність російської армії, які російський суд визнає «заздалегідь помилковими», засобам масової інформації та громадянам загрожував штраф або до 15 років тюрми. У відповідь того ж дня британська компанія суспільного телерадіомовлення BBC повідомила про тимчасове припинення роботи в Росії.
Цей закон криміналізує сам процес незалежної журналістики. Це не залишає нам іншого вибору, крім як тимчасово призупинити роботу в Російській Федерації всіх журналістів ВВС News і допоміжного персоналу.
— заявив генеральний директор ВВС Тім Дейві. Водночас «Русская служба Би-би-си» продовжила роботу за межами Росії за новою адресою.